# Пис, Джеймс
Кеннет Джеймс Пис (англ. K. James Peace; род. 28 сентября1963, Пе́йсли,  Шотландия) — шотландский композитор, пианист и визуальный артист.

## Биография
Джеймс Пис родился в Пейсли (Шотландия) 28 сентября 1963 года.   Большую часть своего детства он провёл на западе Шотландии, морском курорте Хеленсбург. В его семье было много деятелей искусства (например, Джон Макги). Он также является родственником Феликса Барнса, выдающегося композитора лёгкой танцевальной музыки, работающего в первой половине 20-го века. Он начал посещать уроки фортепиано в восьмилетнем возрасте, и впервые публично в четырнадцатилетнем возрасте исполнил музыкальные произведения композитора Скотта Джоплина. В пятнадцатилетнем возрасте был назначен органистом Дамбартонского собора Сент-Эндрюса, и в шестнадцатилетнем возрасте получил право учиться в Глазго, в Шотландской Королевской академии музыки и драмы (ныне называется Шотландская королевской консерватория) и стал самым молодым студентом полного курса.
В 1983 году он окончил Университет Глазго и получил степень бакалавра по специальности педагог и исполнитель музыки (фортепиано). В 1984 году он исполнил фортепианный концерт Мендельсона № 1 вместе с оркестром Шотландской королевской академии музыки и драмы, за что Шотландская королевская академия музыки и драмы присвоила ему  диплом высшей степени. После завершения учёбы он пользовался большим успехом как независимый пианист. В 1988 году он стал органистом и хормейстером Лондон Роуд Собора в Эдинбурге.
С 1991 года Джеймс жил в немецком городе Бад-Наухайм. С 1998 года он начал изучать танго. В 2001 году он выпустил диск Tango escocés (Шотландское танго), в который вошли его произведения, вдохновлённые танго. Консерватория Виктории выбрала его своим членом в области композиции. В 2002 году он уехал в турне: в Северную Германию - в сентябре и на Дальний Восток - в октябре-ноябре. В Гонконге он впервые исполнил своё Танго XVII. Международная ассоциация фортепианных дуэтов в Токио передала ему специальный приз - памятную медаль первой степени.
В последующие годы его концертная деятельность была связана с Европой. В 2004 году он провёл сольный концертный тур в Скандинавии: Джеймс впервые исполнил своё Танго XX в Рейкьявике и своё Танго IXX в Осло. Четыре года спустя Лондонская консерватория избрала её своим членом в знак признания его вклада в развитие танго.
После кратковременного пребывания в Эдинбурге он в 2010 году вернулся для проживания в Германию, Висбаден, что придало ему новое творческое вдохновение. Он снял короткометражные фильмы нескольких своих работ. Документальный фильм «К. Джеймс Пис в Висбадене» относится к произведениям именно этого жанра.
В 2013 году он впервые ознакомил со своей музыкой испанскую публику. Премьера его Танго XXII состоялась в Мадриде на его 50 летний юбилей.
Своё последнее танго (Танго XXIV) он впервые исполнил в Хельсинки в 2014 году во время гастролей в Финляндии. Его музыка также исполнялась в Тампере, Лахти и Турку.
После этого в 2016 году он устроил  сольные турне в Бельгию, Португалию и Грецию, в 2017 году в Голландию.

## Главные награды и призы
- Приз E.I.S. Данбартоншира за фортепианное сопровождение (первый приз), 1984

- Приз Эссе Сибелиуса (первая премия), 1985

- Международный конкурс композиторов TIM, Рим (диплом за его первые два танго), 2000

- Фонд IBLA, Нью-Йорк (диплом за свои танго, соч. 26), 2002

- Международная ассоциация фортепианных дуэтов, Токио (памятная медаль - первая степень), 2002[11]

- Лютецийская международная академия, Париж (золотая медаль за свои танго, соч. 33), 2005

## Список избранных работ
1. Водопад соч. 3 для флейты и фортепиано
2. Идиллия соч. 4 для английского рожка
3. Утренняя серенада соч. 9 для английского рожка и струнного оркестра
4. Тихие слёзы соч. 10 для виолончели и фортепиано
5. Забытые листья соч. 12 для виолончели с оркестром
6. Гобойная соната соч. 16 для гобоя и фортепиано
7. Симфоническая баллада соч. 18 для оркестра
8. Торжественный марш № 1 соч. 19 для органа и оркестра
9. Торжественный марш № 2 соч. 23 для оркестра
10. Золотая осень соч. 25 для кларнета и струнного квартета[12]
11. Вечная песня соч. 32 для сопрано и оркестра
12. 24 Танго для фортепиано[13]

## Ресурсы в интернете
- Lento Lacrimoso Архивная копия от 20 августа 2020 на Wayback Machine
- Autumn Gold Архивная копия от 4 октября 2020 на Wayback Machine
- Souvenir de Buenos Aires Архивная копия от 3 октября 2020 на Wayback Machine
- The Waterfall Архивная копия от 7 сентября 2020 на Wayback Machine
- "Japanese Dream" Архивная копия от 30 сентября 2020 на Wayback Machine
- Danso Cubano Архивная копия от 11 августа 2020 на Wayback Machine
- Tango Milonga Архивная копия от 20 августа 2020 на Wayback Machine
- Habanera Архивная копия от 11 августа 2020 на Wayback Machine
- Tango estudio Архивная копия от 20 августа 2020 на Wayback Machine
- Tango I Архивная копия от 6 сентября 2020 на Wayback Machine
- Tango II Архивная копия от 11 августа 2020 на Wayback Machine
- Tango III Архивная копия от 17 августа 2017 на Wayback Machine
- Tango de la Soledad Архивная копия от 4 октября 2020 на Wayback Machine
- Tango XVII Архивная копия от 20 августа 2020 на Wayback Machine
- Tango XX Архивная копия от 8 сентября 2020 на Wayback Machine
- Tango XXI
- Tango XXII Архивная копия от 11 августа 2020 на Wayback Machine
- Tango XXIV